# Le Bien Public
Le Bien Public was een Belgisch Franstalig katholieke krant die in Vlaanderen verscheen.

## Historiek
De krant werd in Gent tussen 1853 en 1940 uitgegeven en werd opgericht door Désiré Casier, Jules Lammens en Joseph de Hemptinne. Ze was een belangrijke spreekbuis voor de ultramontaanse strekking binnen de Katholieke Kerk. Hoofdredacteur van 1860 tot 1912 was Guillaume Verspeyen.
Na de bevrijding werd de krant overgenomen door de uitgeverij van de eveneens katholieke Antwerpse krant La Métropole.

## Bekende (ex-) medewerkers
- Désiré Casier[2]
- Joseph de Hemptinne
- Hippolyte della Faille d'Huysse
- Charles de T'Serclaes de Wommersom[3]

- Édouard Drumont
- Albert Dutry
- Jean Kockerols
- Jules Lammens

- Ernest Solvyns
- Pierre Verhaegen[4]
- Guillaume Verspeyen